# Papiro di Derveni

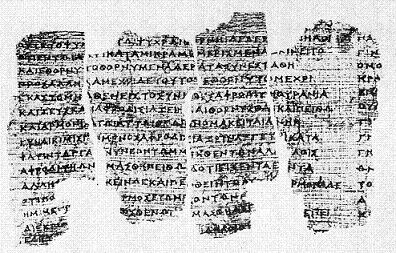
Alcuni frammenti (relativi alla colonna XXI) del Papiro di Derveni.

Il papiro di Derveni è un papiro macedone antico contenente un trattato di natura religiosa, filosofica e rituale, principalmente sotto forma di un commento a un inno orfico. Datato tra il 340 e il 320 a.C., è il manoscritto più antico rinvenuto in Europa.

## Storia
I resti del papiro furono rinvenuti semicombusti il 15 gennaio 1962 nella necropoli probabilmente dell'antica località di Lete, scavata nei pressi della località di Derveni, in Macedonia, a circa 10 km da Salonicco. Il papiro è oggi conservato presso il Museo archeologico di Salonicco. Il luogo di ritrovamento del papiro è anche vicino a Pella, il centro dove intorno al 400 a.C. Archelao aveva trasferito la capitale macedone, precedentemente collocata ad Aigai (oggi Verghina).
Il papiro è stato rinvenuto in una tomba appartenente ad un gruppo di due tombe di notevole rilevanza, affrescate e con corredo sontuoso, probabilmente appartenenti all'alta aristocrazia. Le tombe accoglievano i vasi dove erano state raccolte le ceneri dei defunti dopo la loro cremazione, in accordo con la credenza orfica del corpo inteso come "tomba" dell'anima. Il papiro, rinvenuto nella tomba A quella tra le due relativamente meno sontuosa, non faceva parte del corredo, anzi risulta semicombusto, rinvenuto insieme ad altri oggetti semicombusti prima dell'apertura della cassa: esso faceva quindi parte dei residui del rogo funerario.
In origine, il Papiro doveva essere lungo più di tre metri, scritto su numerose colonne disposte verticalmente, ogni colonna conteneva tra le undici e le sedici righe, composte a loro volta da una decina di parole. Ciò che è stato rinvenuto è probabilmente solo un decimo dello scritto originale. La lingua del testo è in dialetto ionico con elementi in attico. La sua datazione è confermata dalla presenza di una moneta di Filippo II rinvenuta nella tomba B. L'origine orfica del testo è confermata dalla presenza del nome di Orfeo (nella colonna 14 citato per ben due volte).

## Il testo

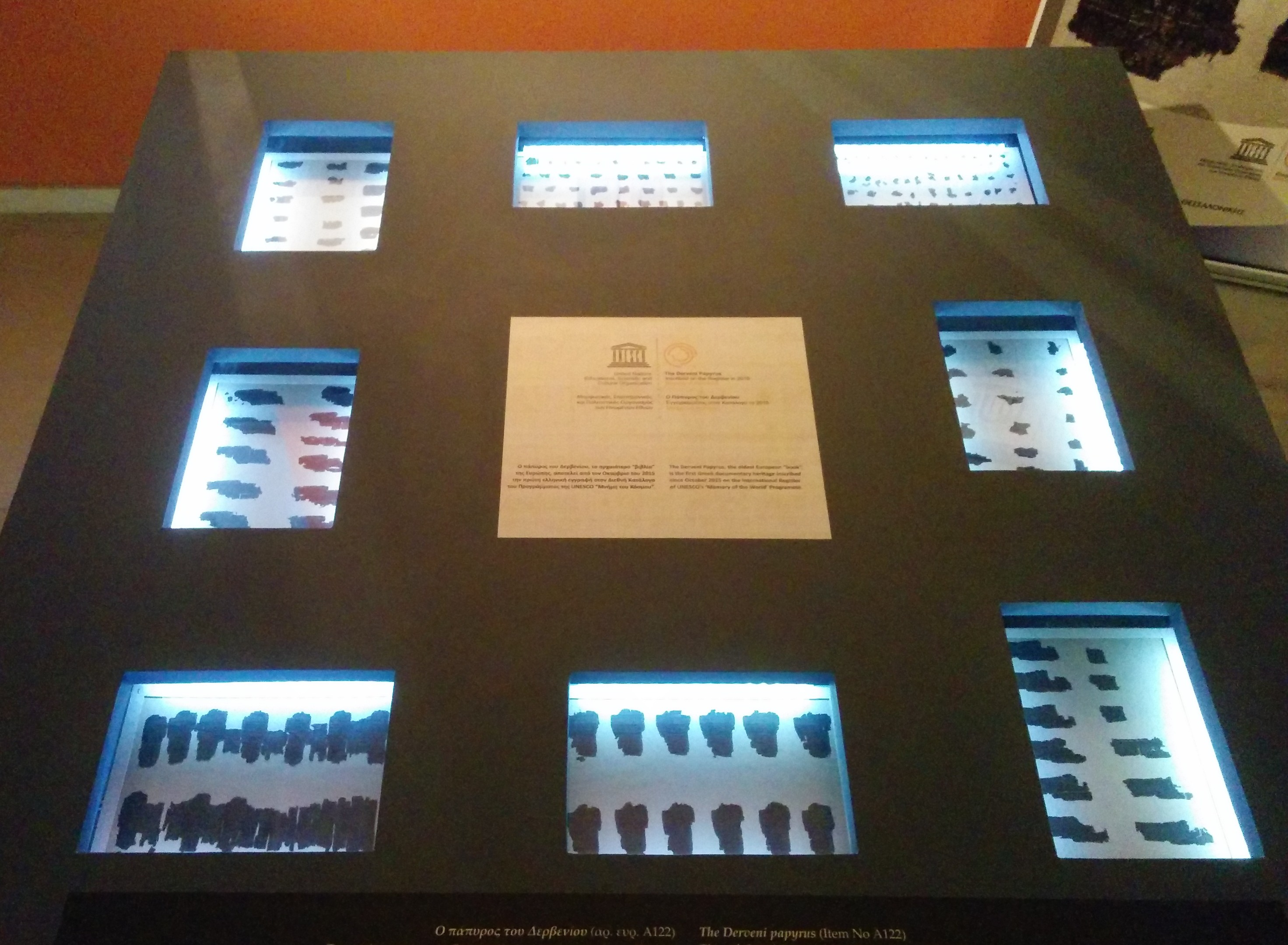
I frammenti del papiro di Derveni esposti nel Museo archeologico di Salonicco, con la certificazione UNESCO al centro.

Il papiro contiene un inno indirizzato solo agli iniziati (τὴν ἀκοὴν ἁγνεύοντας, lett. i "puri di udito"), escludendo dalla lettura i profani. L'oggetto del componimento, la cui redazione originale può essere fatta risalire alla fine del V secolo a.C., sono le opere di Zeus, che il dio compì su consiglio della nera Nyx (Notte); gli dèi nacquero da Zeus che udì da Nyx le "segrete profezie" e quindi inghiotti il "demone glorioso". Questo "demone glorioso", Prōtógonos (Πρωτογόνος ― il "primogenito"), che primo balzò nell'Etere, aveva generato Gaia e Urano che fu il primo a regnare. Zeus, che deteneva il ruolo di re tra gli dèi, quindi inghiottì Protogono stesso, suo antenato.
Da questo momento si assiste a una nuova Cosmogonia generata da Zeus stesso, la prima che precede è quella che ha Nyx come origine:
(Papiro di Derveni. Traduzione di Paolo Scarpi, in Le religioni dei misteri, 2002, vol.1 p. 369)